# Winthemia grioti
Winthemia grioti là một loài ruồi trong họ Tachinidae.